# جواد ويليامز
جواد ويليامز (بالإنجليزية: Jawad Williams)‏ مواليد 19 فبراير 1983 في كليفلاند، هو لاعب كرة سلة محترف أمريكي بدأ مسيرته الاحترافية في سنة 2005. يبلغ طوله 6 قدم 9 بوصة (2.1 م).

## فرق لعب لها
- بالونكيستو فوينلابرادا
- كليفلاند كافالييرز
- باريس لوفالوا

## إحصائيات المسيرة

### الموسم الاعتيادي
()
| السنة   | الفريق             | لعب | بدأ | دقيقة | ميداني% | ثلاثية | حرة  | ارتداد | صنع | استلاب | تصدي | نقطة |
| ------- | ------------------ | --- | --- | ----- | ------- | ------ | ---- | ------ | --- | ------ | ---- | ---- |
| 2008–09 | كليفلاند كافالييرز | 10  | 0   | 2.0   | .417    | .333   | .000 | .2     | .0  | .1     | .0   | 1.2  |
| 2009–10 | كليفلاند كافالييرز | 54  | 6   | 13.7  | .393    | .323   | .711 | 1.5    | .6  | .2     | .1   | 4.1  |
| 2010–11 | كليفلاند كافالييرز | 26  | 1   | 15.0  | .325    | .289   | .750 | 1.8    | .8  | .3     | .1   | 4.0  |
| المسيرة |                    | 90  | 7   | 12.8  | .369    | .313   | .719 | 1.5    | .6  | .2     | .1   | 3.8  |

### التصفيات
| السنة   | الفريق             | لعب | بدأ | دقيقة | ميداني% | ثلاثية | حرة  | ارتداد | صنع | استلاب | تصدي | نقطة |
| ------- | ------------------ | --- | --- | ----- | ------- | ------ | ---- | ------ | --- | ------ | ---- | ---- |
| 2010    | كليفلاند كافالييرز | 3   | 0   | 1.3   | .000    | .000   | .000 | .0     | .0  | .0     | .0   | 0    |
| المسيرة |                    | 3   | 0   | 1.3   | .000    | .000   | .000 | .0     | .0  | .0     | .0   | 0    |

## روابط خارجية
- جواد ويليامز على موقع إن بي أي (الإنجليزية)
- جواد ويليامز على موقع دوري كرة السلة الياباني للمحترفين (اليابانية)
- جواد ويليامز على موقع سبورتس رفرنس (الإنجليزية)
- جواد ويليامز على موقع الدوري الإسباني لكرة السلة (الإسبانية)
- جواد ويليامز على موقع كرة السلة الأوروبية.كوم (الإنجليزية)
- جواد ويليامز على موقع كلية كرة السلة في سبورتس رفرنس.كوم (الإنجليزية)
- جواد ويليامز على موقع ريلجم (الإنجليزية)
- جواد ويليامز على موقع بروبوليرز (الإنجليزية)
- جواد ويليامز على موقع سبورتس رفرنس (الإنجليزية)
- جواد ويليامز على موقع سبورتس رفرنس (الإنجليزية)